# Rebigue
Rebigue é uma comuna francesa na região administrativa da Occitânia, no departamento do Alto Garona. Estende-se por uma área de 5.16 km², com 467 habitantes, segundo o censo de 2018, com uma densidade de 91 hab/km².